# Tkanka

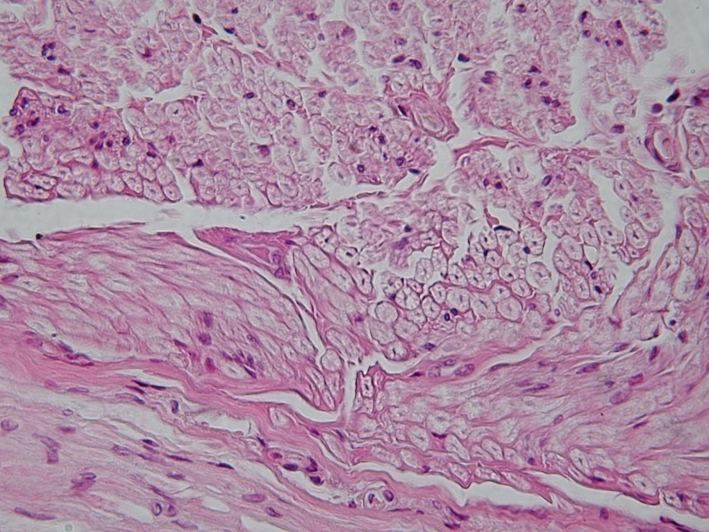
Fotografia tkanki nerwowej

Tkanka (łac. textum, l. m. textus; gr. histos – utkanie, tkanka) – zespół komórek (wraz z macierzą pozakomórkową) o podobnej budowie, określonych czynnościach, wspólnym pochodzeniu, przemianie materii i przystosowanych do wykonywania określonej funkcji na rzecz całego organizmu. Tkanki są elementami składowymi narządów i ich układów. Dział biologii zajmujący się tkankami to histologia.
Komórki odpowiedzialne za wykonywanie funkcji zwane są miąższem (gr. parenchyma), zaś komórki będące rusztowaniem – zrębem (gr. stroma) tkanki/narządu.
Tkanki występują u zwierząt oraz u roślin.